# 門真市立門真はすはな中学校
門真市立門真はすはな中学校（かどましりつ かどまはすはな ちゅうがっこう）は、大阪府門真市にある公立中学校。

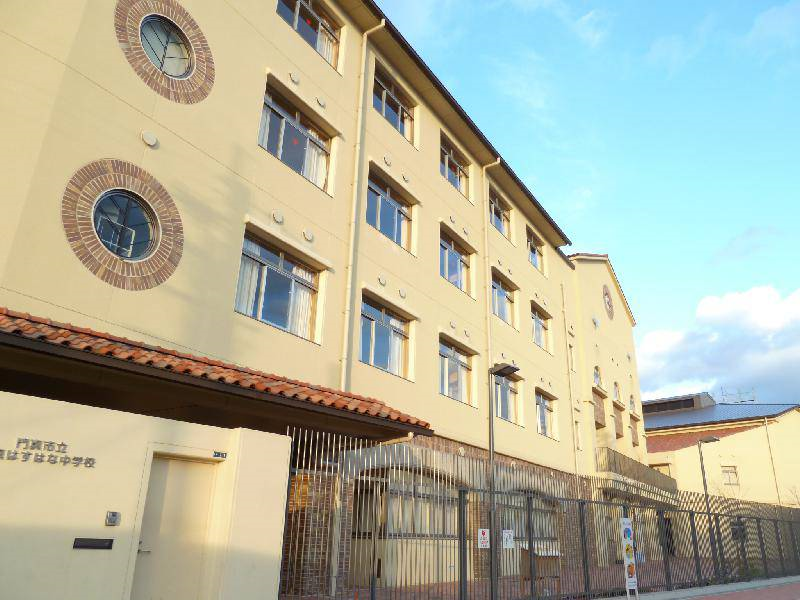
門真はすはな中学校門前

## 概要
門真市立第一中学校・門真市立第六中学校を統合し、門真市立としては初（大阪府としては3校目）のPFI方式を導入、2012年に設立された。
校舎は旧中央小学校跡地に新しく建設され、まちづくり（幸福町・垣内町・中町まちづくり）の一環としてまたモデル校として設計されたため、非常にシンボリックな外観をしており、ヴォーリズ・スタイルが取り入れられている。
校舎南側には校名になった「はすはな（蓮）」の咲くはす池や広場などを設けて、市民の憩いの場にすると同時に災害時の防災施設としての役割を担う。
また門真はすはな中学校は「エコ」に力を入れており、ウインドキャナル・ウインドチューブと名付けた自然通風換気システムを取り入れたり、屋上に太陽光発電装置を設置するなど随所に環境に配慮したつくりになっている。学校図書館「森の図書館」は児童文学評論家の赤木かん子がプロデュースしている。

## 沿革
- 2010年10月 - 着工
- 2012年2月 - 竣工
- 2012年4月1日 - 開校
- 2012年4月6日 -　開校式

## 通学区域
- 門真市立古川橋小学校の通学区域。
- 門真市立門真みらい小学校の通学区域。

門真市御堂町、常称寺町、宮野町、朝日町、幸福町、大倉町、垣内町、石原町、小路町、堂山町、月出町、泉町、松葉町、向島町、浜町、中町

## 交通
- 京阪本線 古川橋駅下車 西へ約650m。
- 京阪本線・大阪モノレール 門真市駅下車 東へ約550m。
- 京阪バス 門真市役所バス停、門真市役所西詰バス停。

## 周辺施設
- 門真市役所
- 門真府民健康プラザ
- パナソニック